# Jacob Munch
Jacob Edvardsson Munch (Kristiania, 9 agosto 1776 – Kristiania, 10 giugno 1839) è stato un pittore norvegese.
Fu uno dei primi pittori norvegesi con una formazione accademica ed è noto in particolare per i suoi ritratti.

## Biografia
Jacob era il figlio dell'procuratore capo di corte e poi ispettore doganale Edvard Sørensen Munch (1738-1793) e di Petronelle Helene Krefting (1746-1810).
Era cugino del religioso e poeta Johan Storm Munch (1778-1832) e prozio dello storico Peter Andreas Munch (1810-63); era inoltre nonno da parte di madre del pittore Frits Thaulow (1847-1906).
Da giovane si interessò a diverse arti, il teatro, la musica e il disegno a pastello con cui eseguì ritratti. Nel 1798 completò gli studi in ingegneria presso l'accademia militare norvegese a Christiania e a partire dallo stesso anno prestò servizio in diversi reggimenti di fanteria fino ad ottenere nel 1812 il grado di capitano.
Il servizio militare fu intervallato da lunghi periodi di congedo, dal 1804 al 1806 studiò presso l'accademia di belle arti di Copenhagen dove fu allievo di Christian August Lorentzen e influenzato da Nicolai Abildgaard, proseguì gli studi a Parigi dove si suppone sia stato allievo di Jacques-Louis David, in ogni caso il classicismo di David influenzò molto il giovane Munch. In Francia frequentò i circoli danesi e norvegesi dei quali facevano parte diversi membri della facoltosa famiglia Knudtzon di Trondheim di cui Munch fece diversi ritratti, frequentò anche l'archeologo danese Peter Oluf Brøndsted e il poeta Adam Gottlob Oehlenschläger, i ritratti di questi sono però andati perduti.
Dopo un lungo soggiorno a Nantes del quale rimangono alcuni ritratti di personaggi del luogo e paesaggi dei dintorni, nel 1810 si recò in Italia, soggiornò brevemente a Livorno dove produsse alcuni ritratti e nella primavera del 1811 giunse a dove a Roma conobbe e frequentò lo scultore danese Bertel Thorvaldsen del quale realizzò un ritratto. Nella primavera del 1812 lasciò Roma e passando da Trieste, Vienna e Dresda fece ritorno a Copenhagen dove organizzò una mostra dei dipinti realizzati durante il suo viaggio.
Nel maggio del 1814 tornò a Christiania dove, in virtù della sua formazione e dei suoi viaggi si ricavò un ruolo di rilievo nella scena artistica della città. Realizzò diversi ritratti di persone dell'alta società. 
Il 16 settembre 1814 si sposò con Emerentze Carlsen Barclay (1786–1869), figlia di Christen Carlsen Barclay (1757-1810) e Severine Gottfriede Bøhme (1751-1789).  Dal matrimonio nacquero quattro figlie: Sophie Edvarda Munch (1816-1882), Emma Wilhelmine Munch (1818-1888) e Nicoline Lovise Munch (1820-1894) e Marie Fredrikke Munch (1825-1880).
Nel 1815 organizzò una mostra con i quadri del suo viaggio e ritratti realizzati successivamente, fu la prima vera e propria mostra d'arte nel paese e destò l'interesse del principe ereditario che gli assegnò una serie di incarichi tra cui il quadro dell'incoronazione avvenuta il 7 settembre 1818. 
Munch dipinse anche diversi paesaggi. I suoi dipinti, soprattutto quelli di grande formato, mostrano delle debolezze da un punto di vista artistico con pose un po' rigide e convenzionali e composizioni non ben equilibrate. Munch faticò a stare al passo con l'evoluzione degli stili, il ruolo di ritrattista principale e più à la page passò al poco più giovane Johan Gørbitz e nell'ambito paesaggistico presero piede i più talentuosi e moderni Johan Christian Dahl e Thomas Fearnley.
Munch fu anche molto attivo nell'ambiente artistico, insegnò disegno in diverse scuole. Nel 1818 fu tra coloro che proposero la creazione di una scuola d'arte che dal 1822 venne chiamata Den kongelige Tegne- og Kunstskole i Christiania (Scuola reale di disegno e d'arte di Christiania). Fu inoltre membro del consiglio d'amministrazione della galleria nazionale d'arte fin dalla sua fondazione nel 1837.
Il pittore Edvard Munch era un suo pronipote.

## Galleria d'immagini

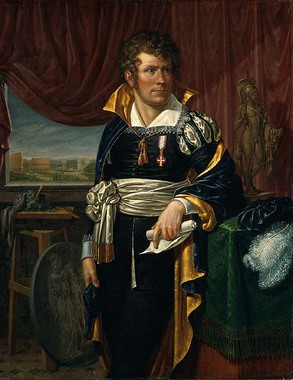
Ritratto di Bertel Thorvaldsen (1811)
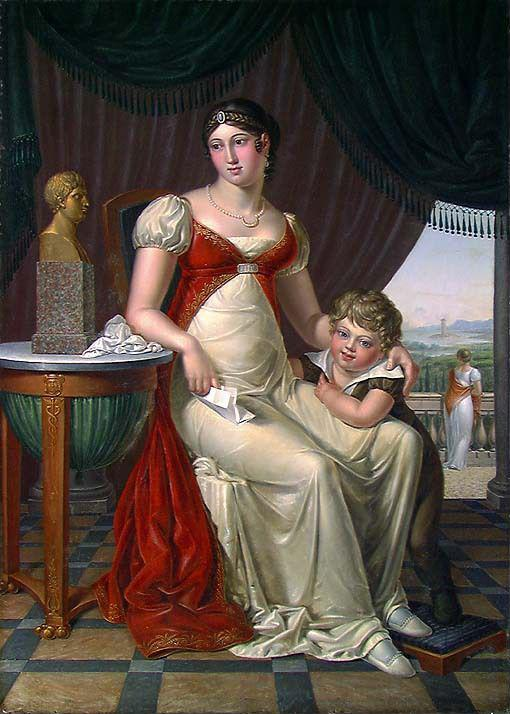
Dama genovese con bambino (1811-1813)
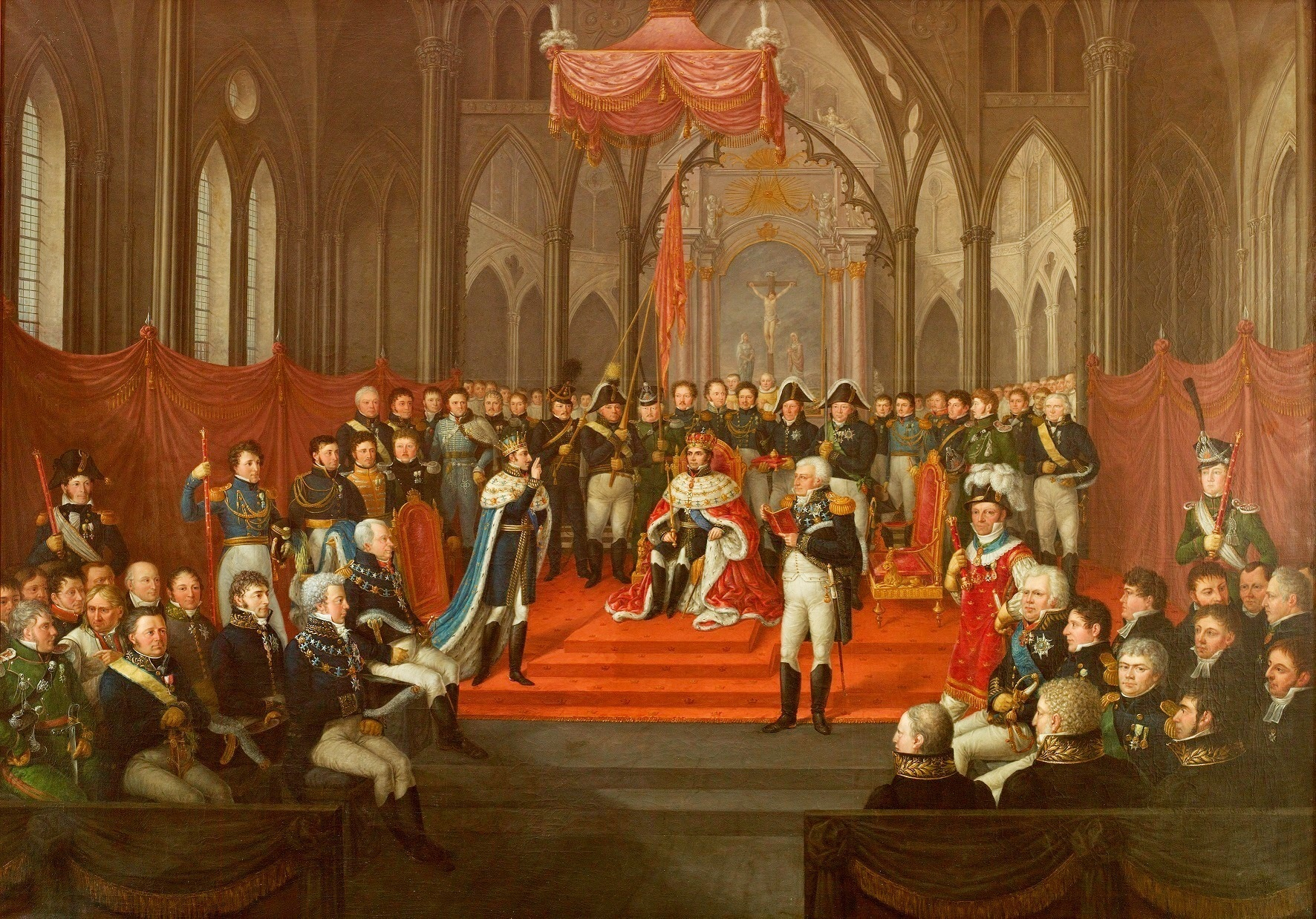
Incoronazione di Carlo III Giovanni